# آلان فورنير
آلان فورنير (بالفرنسية: Alain Fournier)‏ هو مهندس وعالم حاسوب فرنسي، ولد في 5 نوفمبر 1943 في ليون في فرنسا، وتوفي في 14 أغسطس 2000 في فانكوفر في كندا بسبب لمفوما.